# Boz Scaggs
Boz Scaggs né William Royce Scaggs, est un chanteur, compositeur et guitariste américain, né le 8 juin 1944 à Canton (Ohio - États-Unis).

## Biographie
Boz Scaggs apprend à jouer de la guitare à 12 ans. Il fait partie du groupe de Steve Miller The Marksmen en 1959 puis le retrouve quelques années plus tard à l'Université du Wisconsin dans le groupe The Ardells.
Après avoir été chanteur dans plusieurs groupes, Boz Scaggs commence une carrière solo en 1965. Il participe aussi aux enregistrements des deux premiers albums de Steve Miller Children of the Future et Sailor, deux albums au style psychédélique caractéristiques des groupes de San Francisco de l'époque.
Son deuxième album, Boz Scaggs (1969) est inclus au classement The 500 greatest albums of all time du magazine Rolling Stone, dans la version révisée en 2012, à la 496e position.
En 1976, Boz Scaggs enregistre l'album Silk Degrees qui devient numéro 2 dans les classements américains. Son album Middle Man connait un certain succès en 1980.
Il continue d'enregistrer pendant les années 1990, mais de manière sporadique, notamment en raison du décès par overdose de son fils Oscar à la fin de l'année 1998. Il renoue avec le succès en 2003 avec But Beautiful, un assortiment de standards de jazz.

## Discographie
- Boz - 1965
- Boz Scaggs - 1969
- Moments - 1971
- Boz Scaggs & Band - 1971
- My Time - 1972
- Slow Dancer - 1974
- Silk Degrees - 1976
- Down Two Then Left - 1977
- Middle Man - 1980
- Other Roads - 1988
- Some Change - 1994
- Come on Home - 1997
- Fade Into Light - 1999/2005
- Dig - 2001
- The Lost Concert (en public) - 2001
- But Beautiful - 2003
- Greatest Hits Live DVD/CD - 2004
- Speak Low - 2008
- Memphis - 2013
- A Fool To Care - 2015
- Out Of The Blues - 2018